# Curtobacterium flaccumfaciens
Curtobacterium flaccumfaciens — грамположительная бактерия, фитопатоген.

## Открытие
Бактерия впервые была описана под названием Bacterium flaccumfaciens Флоренс Хеджес — выдающимся американским фитопатологом и ботаником.

## Описание
Подвижная грамположительная палочка, имеет 1—3 боковых или полярных жгутика, аэроб. Неспорообразующая.
Колонии на картофельном агаре на 3–4 сутки образуют круглые, гладкие, плоские или слегка выпуклые, маслянистые колонии. Есть 5 различных вариаций окраски: желтый, оранжевый, розовый, красный и фиолетовый (желтая колония с фиолетовым диффузным пигментом).
На неселективных средах, таких как агар с дрожжами, пептоном и глюкозой (YPGA) или агар с дрожжевым экстрактом на питательном бульоне (NBY), через 48—72 ч роста при температуре 25—27 °C колонии Curtobacterium flaccumfaciens круглые, диаметром 2—4 мм, гладкие и с цельными краями, чаще выпуклые и полупрозрачные, но иногда также плоские и полупрозрачные. Как указано выше, их пигментация изменчива, также в зависимости от температуры и pH, и варьирует от кремовой до ярко-желтой или красно-оранжевой.

## Вред
Curtobacterium flaccumfaciens известна благодаря своей способности вызывать провоцируемое бактериями увядание. Например, известны случаи поражения родов фасоль, соя, томат, тюльпан и другие. Отличительными симптомами являются увядание листьев и черешков, хлороз листьев и тканей из-за нарушения транспорта воды. Попадание в организм хозяина может осуществляться через поврежденные ткани, в том числе, нанесенные нематодами (например, Meloidogyne incognita).
Возбудитель ржаво-бурой пятнистости листьев фасоли C. flaccumfaciens pv. flaccumfaciens был включен Европейской и Средиземноморской организацией по карантину и защите растений (ЕОКЗР) в список А2 карантинных объектов. Карибская комиссия по карантину и защите растений и Межафриканский совет по фитосанитарии также относят возбудителя ржаво-бурой пятнистости листьев фасоли к карантинным видам.

## Патовары
- Curtobacterium  flaccumfaciens pv. beticola — обнаружен в 2008 году в Китае, поражает листья сахарной свеклы[5].
- Curtobacterium flaccumfaciens pv. flaccumfaciens — основные хозяева представители рода Фасоль (фасоль обыкновенная, фасоль огненно-красная, фасоль луновидная), но могут поражаться и другие виды семейства Fabaceae (горох посевной, адзуки, маш, урд, коровий горох, соя культурная, лобия), вызываемое заболевание — ржаво-бурая пятнистость листьев фасоли[2][6].
- Curtobacterium flaccumfaciens pv. oortii — основные хозяева представители рода Тюльпан, также в 2017 году был обнаружен на растених рода Петуния[7].
- Curtobacterium flaccumfaciens pv. poinsettiae — поражает молочай красивейший, культивируемый как декоративное растение[8].

## Методы идентификации

### Биохимические
- Тест на каталазу: положительный.
- Тест на подвижность: обычно положительный, рост распространяется от линии инокуляции в полужидкой среде.
- Тест на оксидазу: отрицательный.
- Тест на индол: отрицательный.
- Тест на восстановление нитратов: отрицательный.
- Гидролиз эскулина и крахмала: положительный.
- Гидролиз казеина: положительный.

### Молекулярно-генетические
- 16S рРНК секвенирование
- ПЦР
- MALDI-TOF MS (необходимо подтверждать иными методами, если необходимо различить с Curtobacterium pusillum)

1. ↑  F. Hedges. A BACTERIAL WILT OF THE BEAN CAUSED BY BACTERIUM FLACCUMFACIENS NOV. SP // Science (New York, N.Y.). — 1922-04-21. — Т. 55, вып. 1425. — С. 433–434. — ISSN 0036-8075. — doi:10.1126/science.55.1425.433.
2. 1 2 3  EPPO. Curtobacterium flaccumfaciens pv. flaccumfaciens (CORBFL) (англ.). EPPO Global Database (2021). Дата обращения: 14 июня 2025.
3. ↑  Miller P. R., Pollard H. L. Multilingual compendium of plant diseases (англ.). — American Phytopathological Society, 1976. — ISBN 9780890540183.
4. ↑  EPPO Global Database. gd.eppo.int. Дата обращения: 14 июня 2025.
5. ↑  EPPO. Curtobacterium flaccumfaciens pv. beticola: a new pathogen of sugar beet in China (англ.). EPPO Global Database (2008). Дата обращения: 14 июня 2025.
6. ↑  EPPO Global Database (англ.). gd.eppo.int. Дата обращения: 14 июня 2025.
7. ↑  EPPO. First report of Curtobacterium flaccumfaciens pv. oortii on Petunia in Poland and subsequent eradication (англ.). EPPO Global Database (2017). Дата обращения: 14 июня 2025.
8. ↑  EPPO. Curtobacterium flaccumfaciens pv. poinsettiae: addition to the EPPO Alert List (англ.). EPPO Global Database (2017).